# Kővágó
Kővágó (1899-ig Kőporuba, szlovákul Kamenná Poruba) község Szlovákiában, az Eperjesi kerületben, a Varannói járásban.

## Fekvése
Varannótól 6 km-re délre, az Eperjes-Tokaji-hegység északkeleti lábánál, a Tapoly-pataktól nyugatra fekszik.

## Története
A települést a 14. században a német jog szerint alapították. 1368-ban „Stephanburbaya” néven említik először, az Abák és a Rozgonyiak birtoka volt. A falunak már a 15. században állt római katolikus fatemploma, melyet később lebontottak. 1511-ben „Kewporuba” a neve. 1598-ban „Kamenna Poruba” néven tűnik fel, ekkortájt 38 ház állt a faluban. 1720-ban 20 adózója volt. 1784-ben 81 házában 105 családban 625 lakos élt.
A 18. század végén Vályi András így ír róla: „Kamena Poruba. Tót falu Zemplén Vármegyében, földes Ura Sós Uraság, lakosai ó hitüek, fekszik Gálszécshez másfél mértföldnyire, határbéli földgyeik 3 nyomásbéliek, fejér székes, követses, hegyes földgyök zabot, krompélyt terem, fájok tserjékből van, bővelkedik kővel.”
1828-ban 102 háza volt 709 lakossal, akik főként mezőgazdasággal foglalkoztak.
Fényes Elek 1851-ben kiadott geográfiai szótárában így ír a faluról: „Kő-Poruba, tót falu, Zemplén vgyében, tótul Kamena-Porube, keskeny völgyben fekszik, ut. postája Eperjes. Határa 1704 hold, mellyből beltelek 59, szántóföld 1084, rét 88, erdő 87, legelő 286 hold. Ebből ismét 8 3/8 telek és 12 zsellér után birnak a lakosok 200 hold szántóföldet, rét helyett 90 holdat és 60 hold legelőt; a többi majorsági birtok, s birják Soós Ágnes, b. Leuch Albert neje nagyobb részben, kis részben Reviczky, Beszterczey és Hlavathy. Földe főleg zabot, de jó müvelés mellett más gabona nemet is megterem. Lakja 150 romai, 180 g. kath., 20 zsidó. – Van itt görög kath. fióktemplom, b. Leuchnőnek csinos lakháza és szeszgyára, több gazdasági épületekkel.”
Borovszky Samu monográfiasorozatának Zemplén vármegyét tárgyaló része szerint: „Kővágó, előbb Kőporuba, tót kisközség, 58 házat számlál és 310 róm. kath. vallású lakosa van. Postája, távírója és vasúti állomása Varannó. Első birtokosául 1520-ban Sztrithey Zsigmondot említik, de az 1598-iki összeírásban már Szikszay Miklós, Egry János, Gombkötő János, Lantos Mátyás, Pethő Gáspár, István és Ferencz szerepelnek. Az újabb korban, a mikor Kamena-Poruba eltótosított neve is forgalomba kerül, a Soós, Matasovszky, Beszterczey és később a gróf Bekkert család is tulajdonosa. Most Scheffner Károlynak van itt nagyobb birtoka. Ezt a községet sem kerülte ki 1663-ban a pestis. Gör. kath. temploma a mult század legelején épült. Ide tartozik Ilmaháza-major is.”
A trianoni diktátumig Zemplén vármegye Varannói járásához tartozott.

## Népessége
| Év:            | 1994. | 2004.    | 2014.    | 2024.    |
| -------------- | ----- | -------- | -------- | -------- |
| Emberek száma: | 969   | 1160     | 1332     | 1727     |
| Eltérés:       |       | +19,71 % | +14,82 % | +29,65 % |

| Év:            | 2023. | 2024.   |
| -------------- | ----- | ------- |
| Emberek száma: | 1660  | 1727    |
| Eltérés:       |       | +4,03 % |

1910-ben 313, túlnyomórészt szlovák lakosa volt.
2001-ben 1058 lakosából 918 szlovák és 117 cigány volt.
2011-ben 1261 lakosából 779 szlovák és 418 cigány.

## Nevezetességei
- Mihály arkangyalnak szentelt, görögkatolikus temploma 1820-ban épült.
- A Hétfájdalmú Szűzanya tiszteletére szentelt modern, római katolikus temploma 1991-ben épült.